# Being Ridden
Being Ridden è un disco di Cex.

## Tracce
1. "The Wayback Machine" (Kidwell) – 3:36
2. "You Kiss Like You're Dead" (Kidwell) – 2:19
3. "Not Working" (Kidwell) – 4:22
4. "Signal Katied" (Kidwell) – 1:49
5. "Earth-Shaking Event" (Kidwell) – 3:20
6. "Cex at Arm's Length" (Kidwell) – 2:37
7. "Stamina" (Kidwell, Venetian Snares) – 2:33
8. "See Ya Never, Sike" (Kidwell) – 2:25
9. "The Marriage" (Kidwell) – 3:11
10. "Other Countries" (Kidwell) – 3:20
11. "Brer Rjyan" (Kidwell) – 3:31
12. "Dead Bodies" (Kidwell) – 5:21
13. "Never Mind" (Kidwell) – 1:55